# Modello dei dati

Contesto della modellazione dei dati

Nell'ambito delle basi di dati, il modello dei dati rappresenta un insieme di strumenti concettuali, detto "formalismo", che consta di tre componenti essenziali:
- Insieme di strutture dati, con operatori opportuni.
- Notazione per specificare i dati tramite le strutture dati del modello.
- Insieme di operazioni per manipolare i dati.

Qualsiasi modello dei dati deve risolvere due principali quesiti:
- Come rappresentare le entità e i loro attributi.
- Come rappresentare le associazioni.

Nel primo caso la maggioranza dei modelli usa strutture come i record, in cui ogni componente rappresenta un attributo.
Nel secondo caso i modelli differiscono notevolmente nella ricerca di una rappresentazione, pertanto si possono proporre diversi esempi come le strutture, i valori, i puntatori ecc.

## Tipi di modelli di dati
Esistono tre tipologie di modelli, i quali si classificano dal più al meno astratto:
- Modello concettuale
- Modello logico
- Modello fisico

### Modello concettuale (o semantico)
Utilizza uno schema ed un linguaggio più simile e vicino all'uomo, basandosi su una descrizione dei concetti del mondo reale.
- ER (Entity - Relationship)
- UML (Unified Modelling Language)
- ORM (Object Role Modeling)

### Modello logico
Utilizza nozioni di livello intermedio (nozione record) e strutture astratte per rappresentare i dati.
Alcuni dei più diffusi e famosi sono; il modello gerarchico (utilizza una struttura ad albero), il modello reticolare (si basa sui grafi), il modello relazionale (al momento il più diffuso ed utilizzato nel settore industriale, si basa su tabelle o relazioni) e il modello ad oggetti (evoluzione del modello relazionale con l'implementazione degli oggetti).

### Modello fisico
Usano nozioni tipiche del livello dei file e delle memorie fisiche, ossia diverse organizzazioni fisiche dei dati o metodi di accesso (sequenziale, sequenziale con indice, tabella hash, alberi)